# Księstwo Burgundii
Księstwo Burgundii, istniejące od 1032 do 1477, było następcą Królestwa Burgundii i zajmowało tereny w centralnej Francji. Było jednym z większych księstw europejskich istniejących od średniowiecza do ery nowożytnej. Granice księstwa prawie dokładnie pokrywały granice dzisiejszego regionu administracyjnego Francji – Burgundii. Dodatkowo książętom Burgundii przez blisko 100 lat podlegały odziedziczone przez nich kraje niderlandzkie oraz w latach 1384-1477 tereny Hrabstwa Burgundii (Franche-Comté).
Początki Księstwa Burgundii sięgają roku 880, kiedy Ryszard Sprawiedliwy, sam tytułujący się margrabią (marchio), a później księciem (dux), zjednoczył mniejsze państwa wchodzące w skład Dolnej Burgundii. Jednakże w ówczesnych czasach Burgundia była częścią Francji i po bezpotomnej śmierci księcia Gilberta Burgundia przeszła w ręce Kapetyngów. Od tego czasu państwo uzyskiwało coraz większą samodzielność od Francji. Jednak dopiero w 1032 roku Burgundia oficjalnie stała się księstwem, kiedy król francuski Henryk I nadał Burgundię w lenno swojemu bratu Robertowi I. Jednak w 1361 roku, po śmierci Filipa I z Rouvres, księstwo znów przeszło w ręce króla Francji.
W 1363 roku księstwo przeszło w posiadanie bocznej linii francuskich Walezjuszów, kiedy Filip II Śmiały otrzymał Burgundię w apanaże od swojego ojca, króla Francji Jana II Dobrego. Jego następcy w kolejnych latach, dzięki małżeństwom i dziedziczeniu, przejmowali władzę w krajach niderlandzkich, m.in. we Flandrii, Brabancji, Holandii, a także w Luksemburgu i innych pomniejszych hrabstwach na terenie Królestwa Francji i Cesarstwa. Wszystkie kraje, którymi władali książęta burgundzcy, zachowywały odrębność ustrojową, a władcy każdorazowo przyjmowali tytuł właściwy w danym kraju (np. hrabiego Flandrii, księcia Brabancji itd.). Z czasem całość ziem tworzyć zaczęła tzw. państwo burgundzkie, które dzięki takim centrom handlowym jak Brabancja czy Flandria, było jednym z najbogatszych krajów Europy. W 1420, na mocy traktatu w Troyes księstwo Burgundii i inne lenne ziemie, podległe do tej pory królowi Francji, uzyskały niezależność. Księstwo Burgundii, zwłaszcza w XV wieku, odgrywało istotną rolę w europejskiej polityce. Podczas wojny stuletniej władcy Burgundii z czasem opowiedzieli się po stronie Anglii.
W 1477 roku wraz ze śmiercią Karola Śmiałego pod murami Nancy książęca linia męska wygasła. Doprowadziło to do przejęcia właściwego księstwa Burgundii przez koronę francuską. Natomiast Niderlandy Burgundzkie i Hrabstwo Burgundii przeszły w ręce Habsburgów. W początkach XVI wieku władał nimi Karol Habsburg, późniejszy cesarz rzymski, lecz po jego abdykacji Niderlandy stały się własnością Hiszpanii, w której panował Filip II Habsburg.